# Dinocheirus athleticus
Espèce
Dinocheirus athleticus est une espèce de pseudoscorpions de la famille des Chernetidae.

## Distribution
Cette espèce est endémique des États-Unis. Elle se rencontre au Nouveau-Mexique et au Colorado.

## Description
Les mâles mesurent de 2,5 à 2,9 mm et les femelles de 2,7 à 3,1 mm.

## Publication originale
- Hoff, 1956 : Pseudoscorpions of the family Chernetidae from New Mexico. American Museum Novitates, no 1800, p. 1-66 (texte intégral).